# 伊達宗贇
伊達宗贇（日语：／ Date Muneyoshi，1665年3月1日—1711年4月5日），為日本江戶時代伊予國宇和島藩第3代藩主。生父為仙台藩第3代藩主伊達綱宗（宗贇為三男），母為三澤氏。正室伊達宗利（宇和島藩第2代藩主）次女三保姫。官位為從四位下、遠江守、紀伊守、侍從。
初名伊達基弘，之後改名伊達宗昭，1679年元服。起先是一門衆筆頭角田石川氏的石川宗弘養子。不過1684年與宇和島藩前代藩主伊達宗利次女結婚後成為其婿養子。宗利隱居後，繼承其位成為藩主。
1696年宗贇為了贏得幕府的歡心，將自己實際收入為7萬石的領地浮報為10萬石。也因此獎勵領民開發新田與推動藩營田地開發，也因此陷入財政困難，只好以發表節約命令、與商人借款、減少家臣俸祿等方式度過難關。
1707年宇和島城因為大地震而倒塌。
1711年4月5日，以47歳之齡去世，之後由三男伊達村年繼承。其法號為大玄院殿天山紹光大居士。

## 系譜
- 實父：伊達綱宗
- 義父：伊達宗利
- 正室：伊達氏（伊達宗利次女） 
  - 伊達宗相
- 側室：中里氏 
  - 女
  - 伊達村年
  - 田村村顯（田村誠顯養子）
  - 女
- 側室：高橋氏 
  - 伊達岩次郎
  - 女
- 側室：鴇田氏
  - 女
  - 女
- 側室：佐藤氏 
  - 女
  - 伊達百助
  - 伊達宗恒
- 側室：某氏 
  - 女
- 側室：宮部氏 
  - 女

| 前任： 石川宗弘 | 角田石川氏第6代 | 继任： 石川宗恆 |